# Soto en Cameros
Soto en Cameros – gmina w Hiszpanii, w prowincji La Rioja, w La Rioja, o powierzchni 49,05 km². W 2011 roku gmina liczyła 141 mieszkańców.